# Мон-Сен-Мартен (Мёрт и Мозель)
Мон-Сен-Марте́н (фр. Mont-Saint-Martin) — коммуна во французском департаменте Мёрт и Мозель региона Лотарингия. Центр одноимённого кантона.

## География

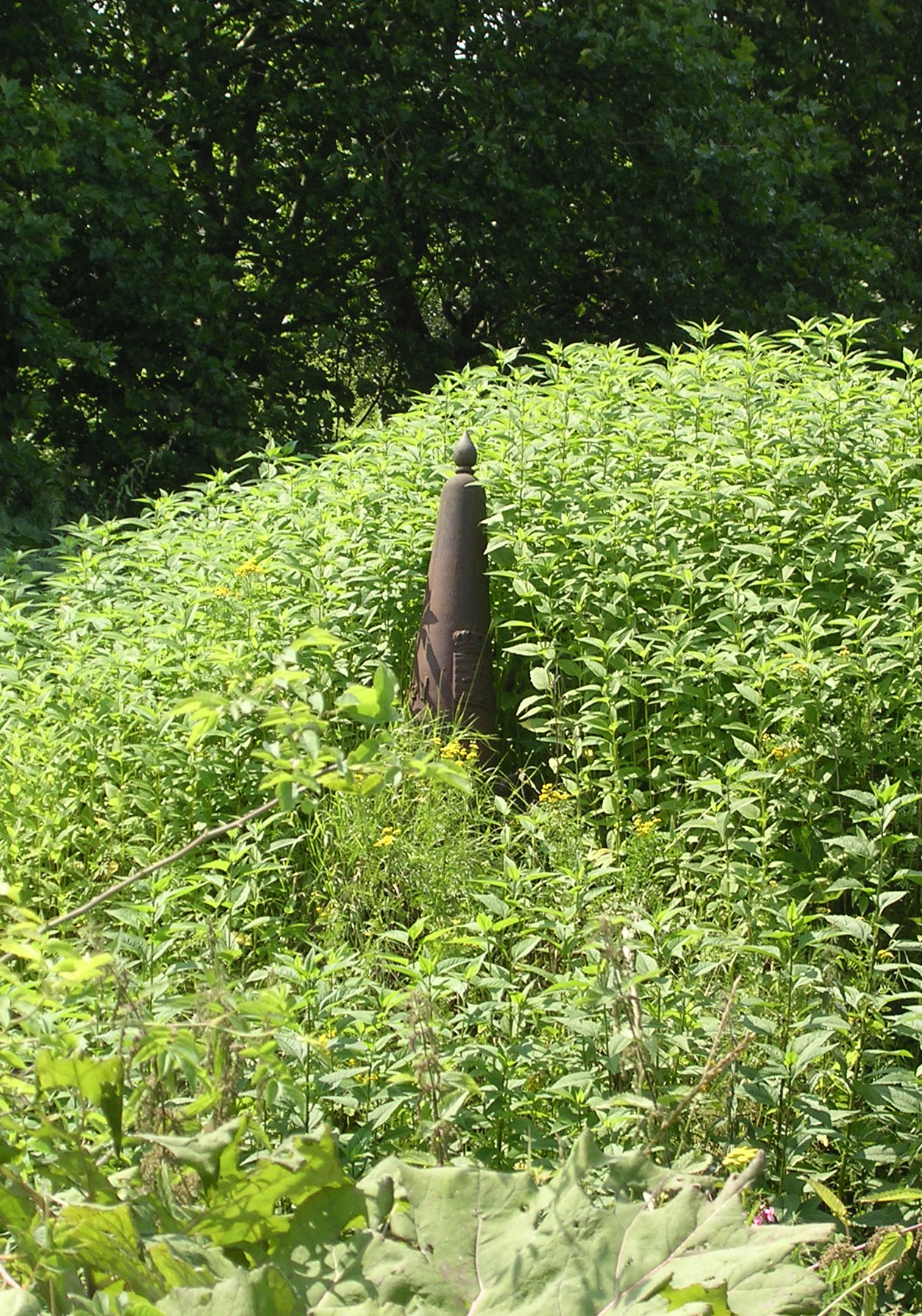
Точка схождения границ Франции, Бельгии и Люксембурга.

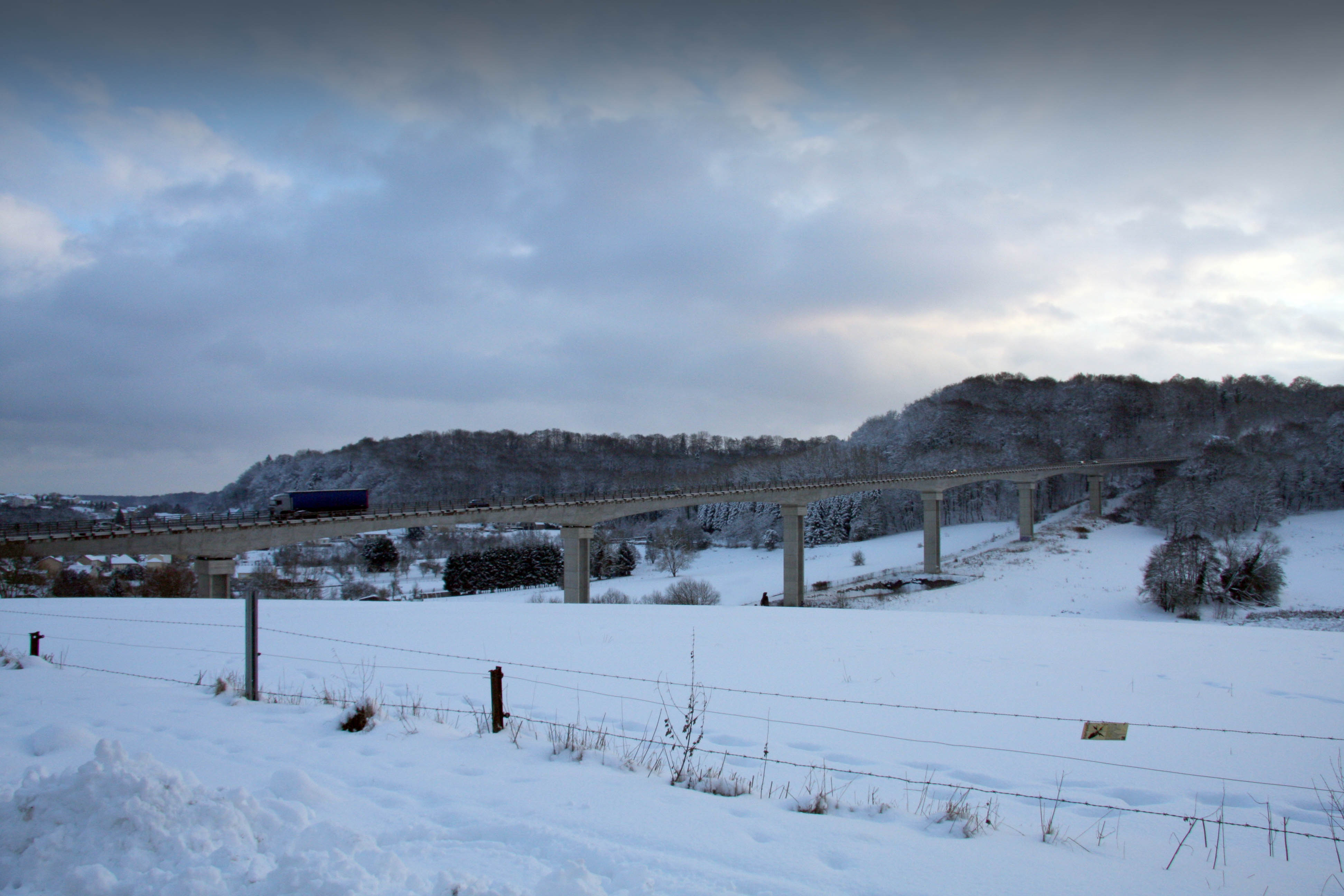
Виадук Пьемон над Мон-Сен-Мартеном соединяет французский Лонгви и бельгийский Обанж.

Мон-Сен-Мартен расположен в 55 км к северо-западу от Меца рядом с пунктом, где сходятся границы Франции, Бельгии и Люксембурга. Стоит на реке Шьер, притоке Мааса. Соседние коммуны: Лонлавиль на юго-востоке, Эрсеранж и Лонгви на юге.

## История
В 1812 году к Мон-Сен-Мартен была присоединена деревня Пьемон.

## Экономика
В 1880 году металлургические группы бассейна Лонгви основали завод в Мон-Сен-Мартен и Общество стали Лонгви. Производство было возобновлено после Первой мировой войны в 1919 году. К моменту начала Второй мировой войны завод оперировал 9 доменными печами, но уже к 1960 году осталось лишь 2 печи, которые были полностью остановлены соответственно в 1966 и 1967 году, что стало сильным ударом по местной экономике.

## Демография
Население коммуны на 2010 год составляло 8117 человек.
| 1962 | 1968   | 1975   | 1982   | 1990 | 1999 | 2010 |
| ---- | ------ | ------ | ------ | ---- | ---- | ---- |
| 7034 | 10 035 | 11 556 | 10 419 | 8660 | 8238 | 8117 |